# Ignazio Alberghini
Ignazio Alberghini (* 6. November 1789 in Cento (Emilia-Romagna); † 30. Januar 1869 in Rom) war ein Italienischer Priester und Dekan der Römischen Rota.

## Leben
Ignazio Alberghini stammte aus einer Patrizierfamilie Bolognas, die im Dienst der römischen Kurie eingebunden war. Er war der Sohn von Francesco Alberghini und Clara Comis, sein älterer Bruder war der spätere Kardinal Giuseppe Alberghini (1770–1847). Über seine Schul- und Priesterausbildung liegen keine Erkenntnisse vor. Ignazio Alberghini war nach seinem Studium der  Rechte zunächst Aiutante di Studio beim späteren Kardinal Costantino Patrizi und wurde danach zum Kurienbeamten der Rota Romana berufen. Er diente 1823 dem Kardinal Pietro Gravina, während des Konklaves, zur Papstwahl Leo XII. (1823–1829) als Konklavist.
Papst Gregor XVI. (1831–1846) berief ihn 1836 zum päpstlichen Richter für den Gerichtshof in Bologna und ernannte ihn 1836 zum Prälaten. Papst Pius IX. (1846–1878) ernannte ihn zum Mitglied des Staatsrats und am 6. November 1848 wurde er zum Mitglied der Kommission für die Reform der zivil- und strafrechtlichen Verfahren ernannt. Nach der päpstlichen Restauration von 1849 wurde er Mitglied der Ritenkongregation und er war Konsultor der Kongregation der römischen und allgemeinen Inquisition bis 2. März 1858. Am 15. März 1858 wurde er Dekan des Heiligen Römischen Rota.
Nach Angaben des Kirchenhistorikers Philippe Bountry beabsichtigte Papst Pius IX. ihn 1861 zum Kardinal zu kreieren, Monsignore Ignazio Alberghine lehnte dieses jedoch ab. Der Papst nahm seinen Rücktritt am 16. September 1861 an. Alberghini  fand in der Kirche Il Gesù seine letzte Ruhestätte, in der auch sein Bruder Kardinal Giuseppe Alberghini beigesetzt wurde.